# Aichach
Aichach je město v německé spolkové zemi Bavorsko, hlavní město zemského okresu Aichach-Friedberg ve vládním obvodu Švábsko. Žije zde přibližně 22 tisíc obyvatel.

## Geografie

### Sousední obce
| Růžice kompasu | Hollenbach    | Inchenhofen | Kühbach                | Růžice kompasu |
| Růžice kompasu | Affing        | Sever       | Schiltberg Altomünster | Růžice kompasu |
| Růžice kompasu | Affing        | Aichach     | Schiltberg Altomünster | Růžice kompasu |
| Růžice kompasu | Affing        | Jih         | Schiltberg Altomünster | Růžice kompasu |
| Růžice kompasu | Obergriesbach | Dasing      | Sielenbach             | Růžice kompasu |